# 中亞牧羊犬

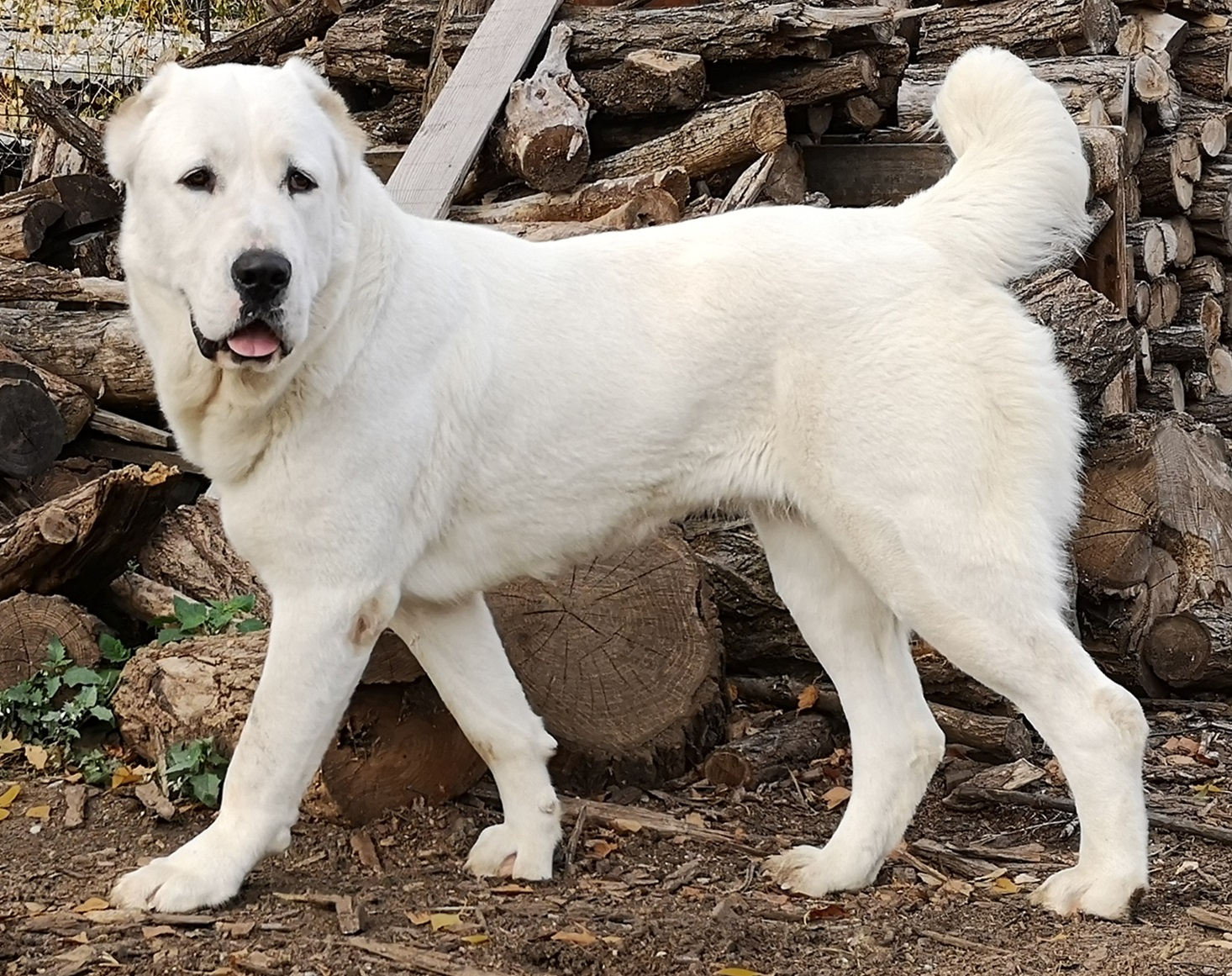

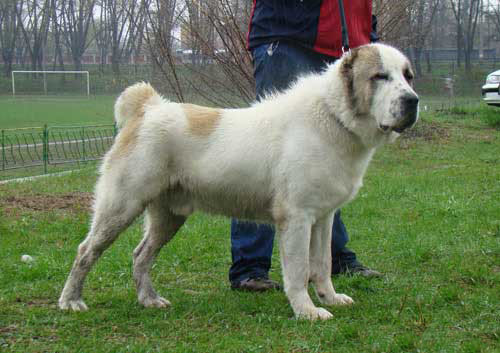

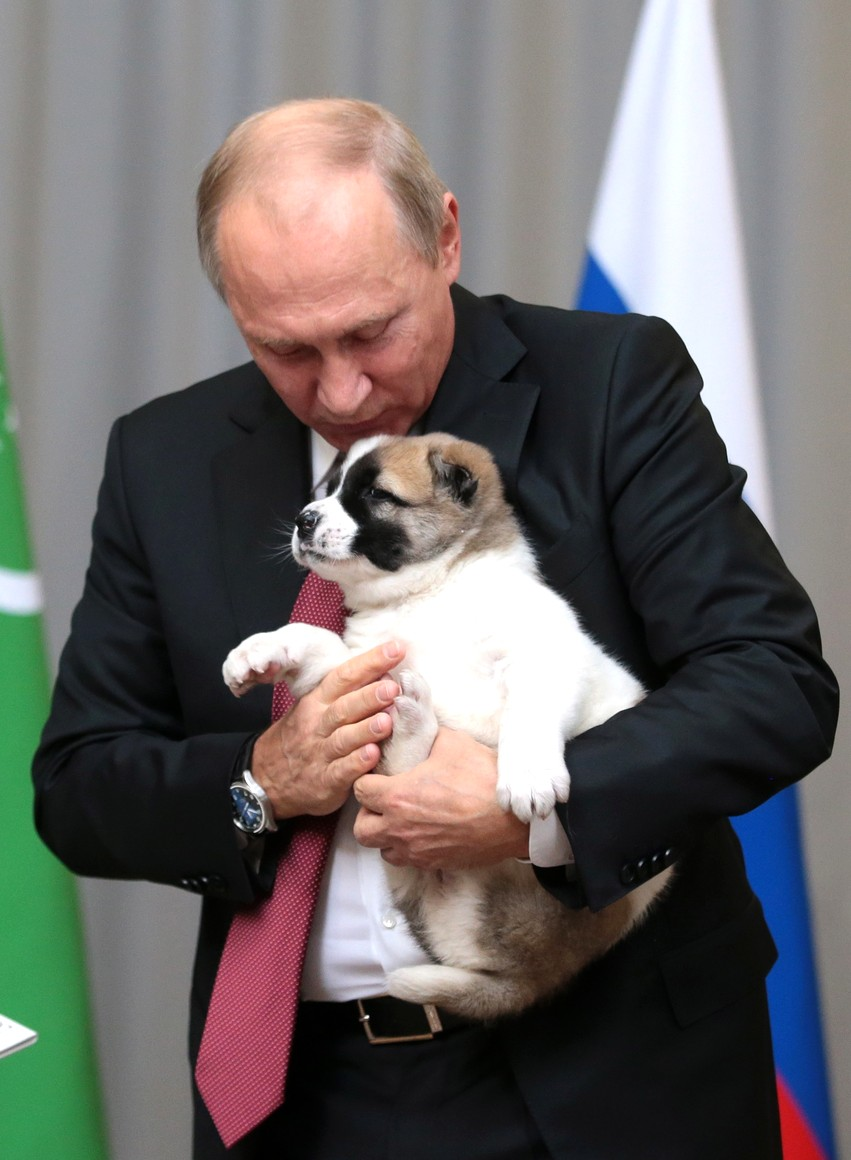
獲贈予普京的小狗Verni

中亞牧羊犬，又稱阿拉拜犬或土庫曼獵狼犬（Туркменский волкодав），是一種牲畜守護犬品種。傳統上，該品種用於守衛綿羊和山羊群，以及用於保護和守衛職責。1990年，土庫曼國家農業工業委員會批准了土庫曼獵狼犬品種的標準。
土庫曼總統库尔班古力·别尔德穆哈梅多夫寫了一本關於這個犬種的書，並於2017年向俄羅斯總統弗拉基米爾·普京贈送了一隻小狗Verni作為生日禮物。

## 外部連結
- Pictures and video 的存檔，存档日期2015-05-14.
- Protection work in Moscow, Russia. 的存檔，存档日期2012-02-20.
- Aboriginal Tajik Shepherd Dogs （页面存档备份，存于）
- Central Asians in their natural environment in country of origin （页面存档备份，存于）
- Alabay 的存檔，存档日期2022-10-26. （土耳其語）
- köpeksevenler （页面存档备份，存于）
- The Central Asian Club Of America  的存檔，存档日期2022-09-22.